# 大井川鉄道E10形電気機関車
大井川鉄道E10形電気機関車（おおいがわてつどうE10がたでんききかんしゃ）は大井川鉄道（現・大井川鐵道）が1949年（昭和24年）に導入した直流用電気機関車である。

## 概要
大井川本線の電化に際し、3両が製造された。E101が1949年（昭和24年）10月27日に三菱重工業三原製作所で落成、E102が同年11月5日に同所で落成、E103が同年10月15日に日立製作所水戸工場で落成。12月1日に運用を開始した。

## 車両
小型のデッキをもつ自重45t・軸配置B-Bの箱型電気機関車で、当時の私鉄としては大型のものである。外見は当時製造されていた国鉄EF58形（旧車体）・EF15形と類似していて、同型には神戸電気鉄道ED2001形や小田急デキ1040形、近畿日本鉄道デ31形などが挙げられる。
E101・102は同じ三菱重工業製でありながら、ひさしの有無や車体全高の差異など見て分かる違いが多い。日立製作所製のE103は他機に比べて角ばった外見をしている。全機の共通点として、電気機関車としては珍しい電車用タイフォンを採用した点が挙げられる。なお、E103は後述の岳南鉄道転出後にタイフォンからホイッスルに交換された。しかし、大井川鉄道再入線後に1エンド側のみタイフォンに復元されている。E101も後述の大規模整備の際にホイッスルへ交換された。

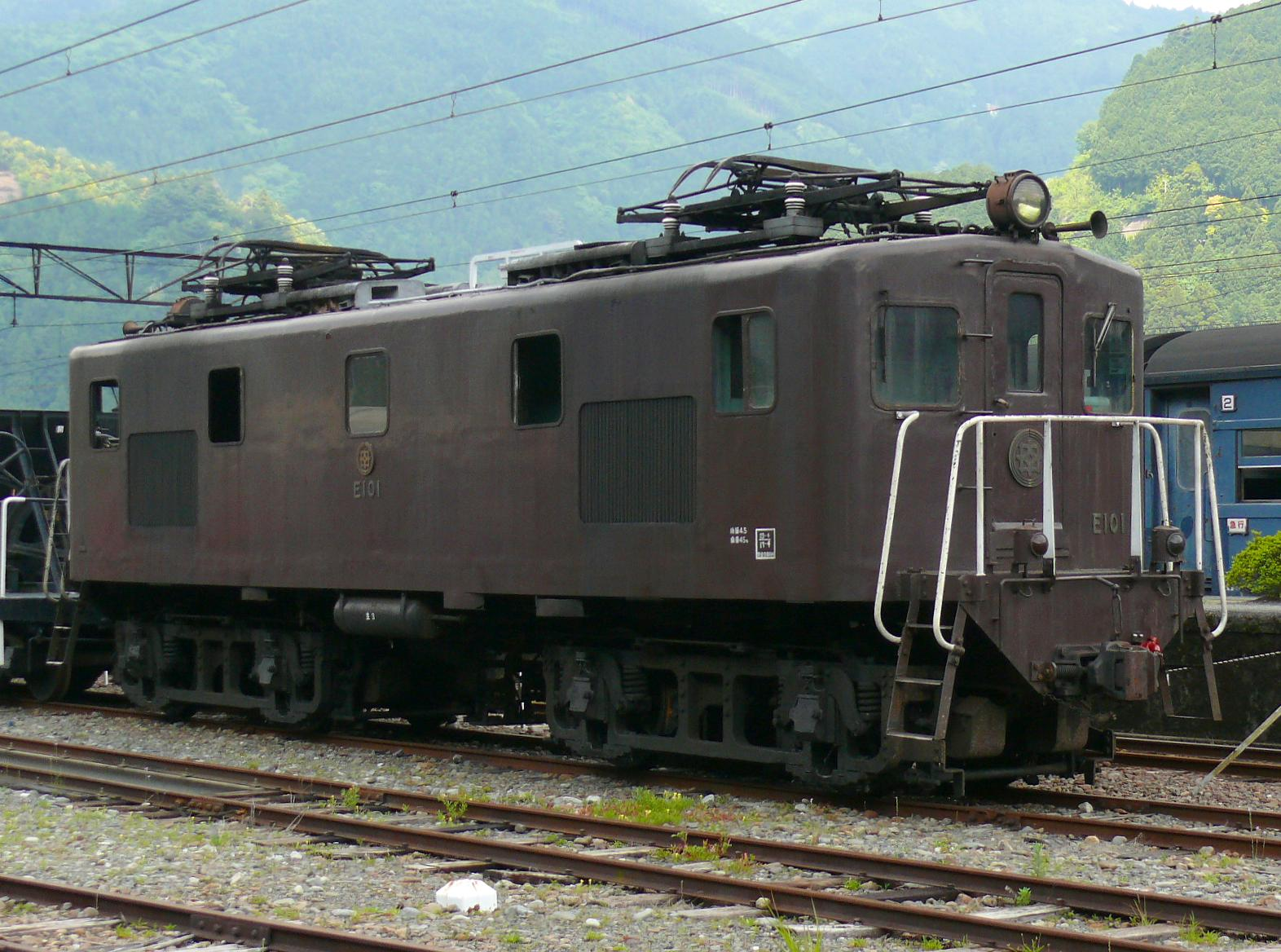
E101 （2007年5月24日）
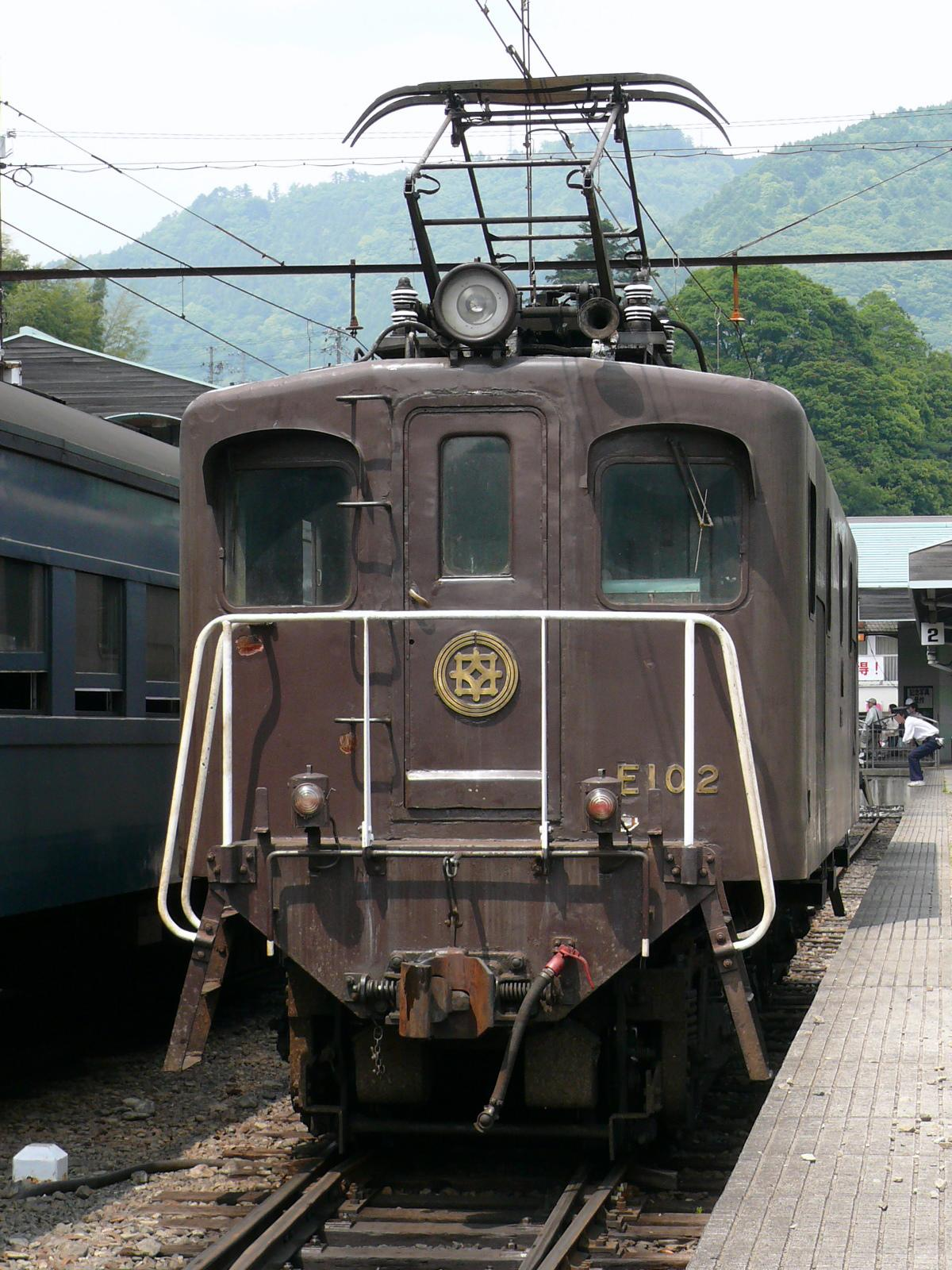
E102 （2007年5月24日）
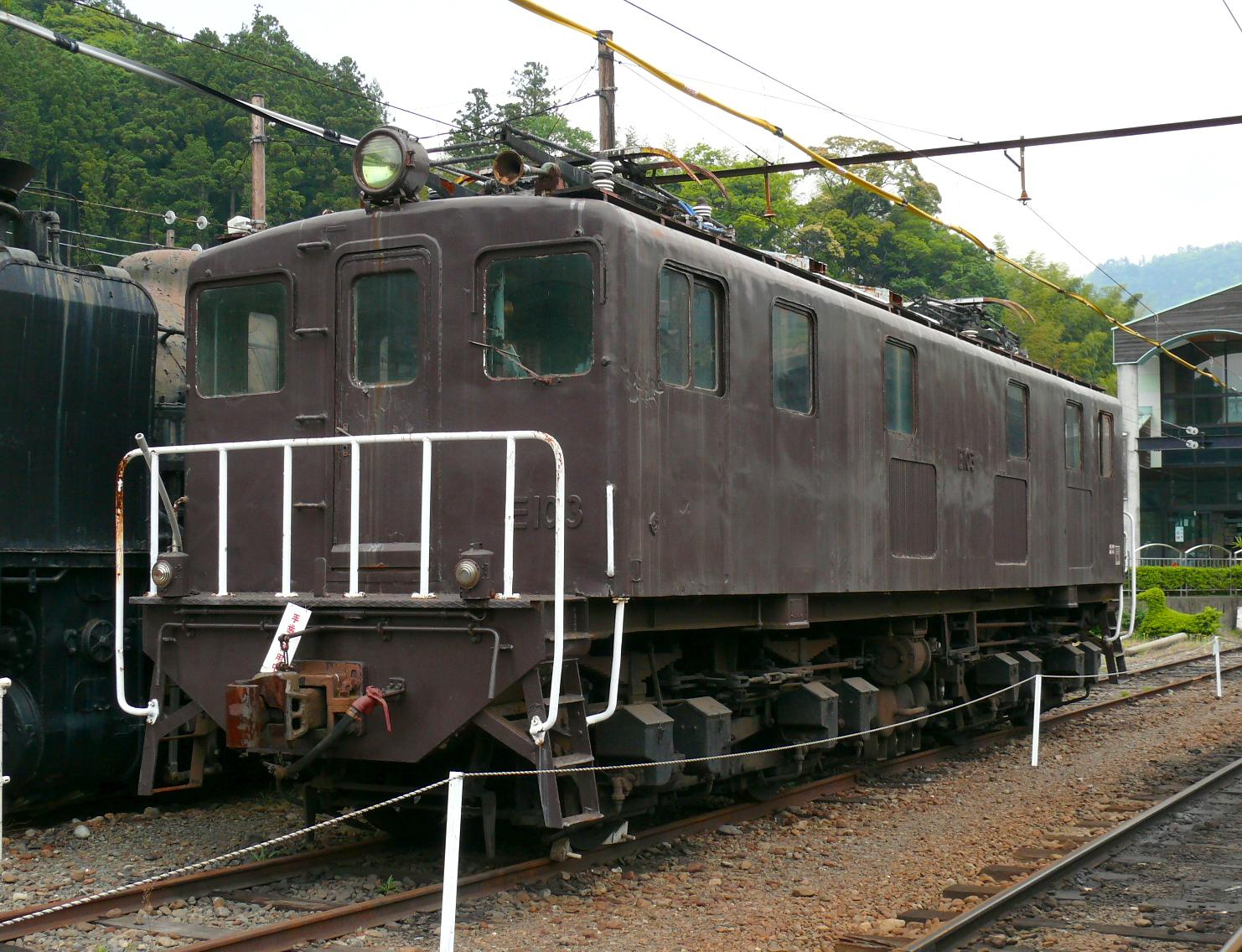
E103 （2007年5月24日）

## 運用
運用開始当初は大井川本線で貨物列車の牽引に使用された。1976年（昭和51年）のSL急行「かわね路号」運行開始後は、列車を後ろから押す補助機関車（補機）としての運用が主となり、貨物運用は1983年（昭和58年）に廃止された。2000年（平成12年）からはED500形と共通運用でSL急行の補機を務めている。
その他の運用として、1984年（昭和59年）から毎年夏に運転されているビール列車や、イベント時の臨時客車列車の牽引、新金谷車両区での入換作業にも使用され、工事列車としてホキ800形を牽引することもあった。
検査期限切れによりE101は2011年（平成23年）頃から運用を離脱していたが、2013年（平成25年）春頃から2014年（平成26年）2月まで、新金谷車両区で全般検査を含む大規模な整備を受けてその後運用を再開した。この際モーターおよび台車を2011年（平成23年）に廃車・解体された神戸電鉄700形電気機関車のものと交換。前述のタイフォンのホイッスル化や、側面に左右2か所ずつある機器冷却用のルーバーを埋めるなどの改造も施された。

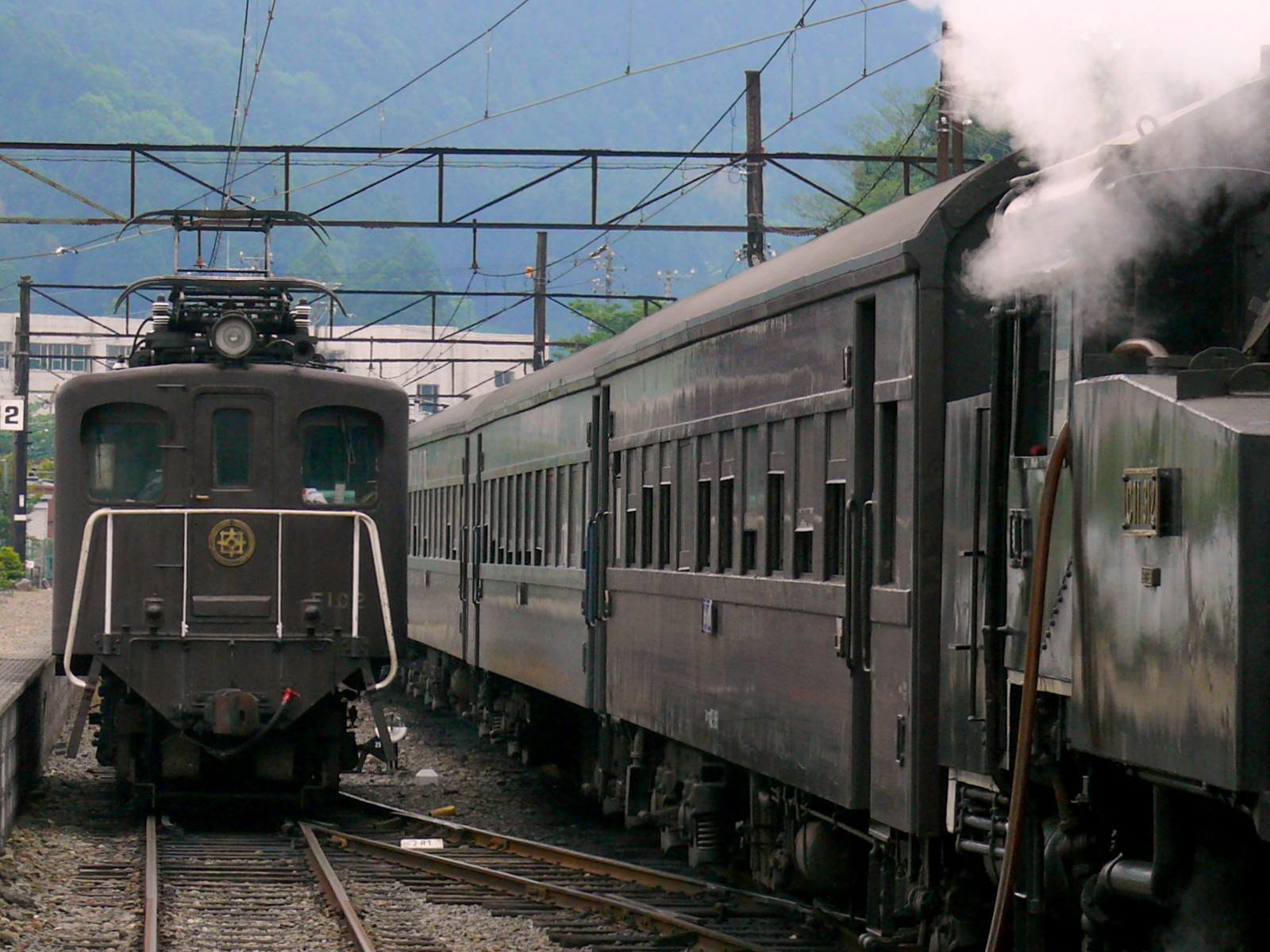
SL急行の補機として千頭駅に到着後、折返しのために入換作業中のE102。 （2007年05月24日）
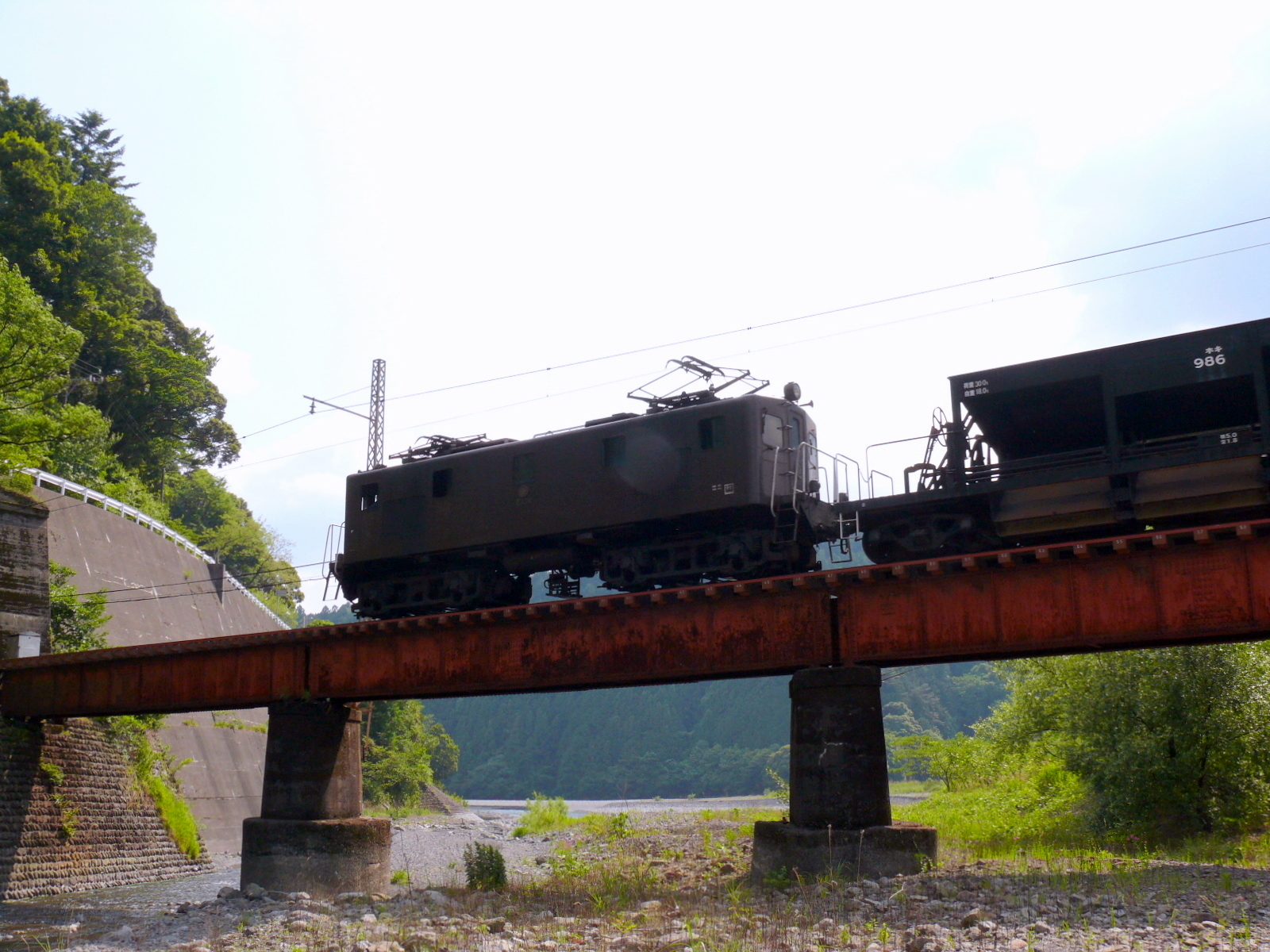
工事列車としてホキ800形貨車を牽引するE101。 （2007年05月24日）
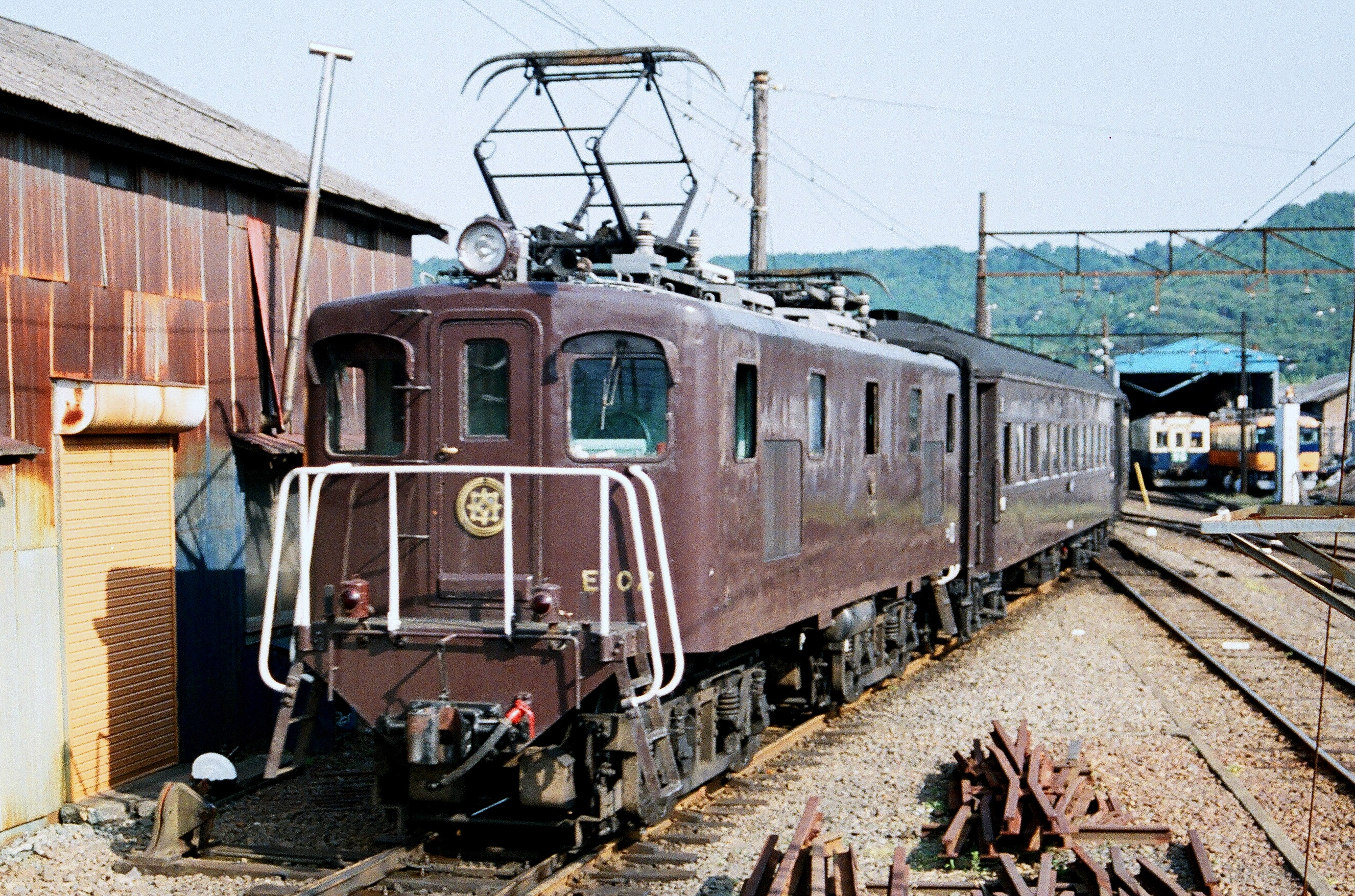
SL急行の補機につくE102。 （2001年1月26日）
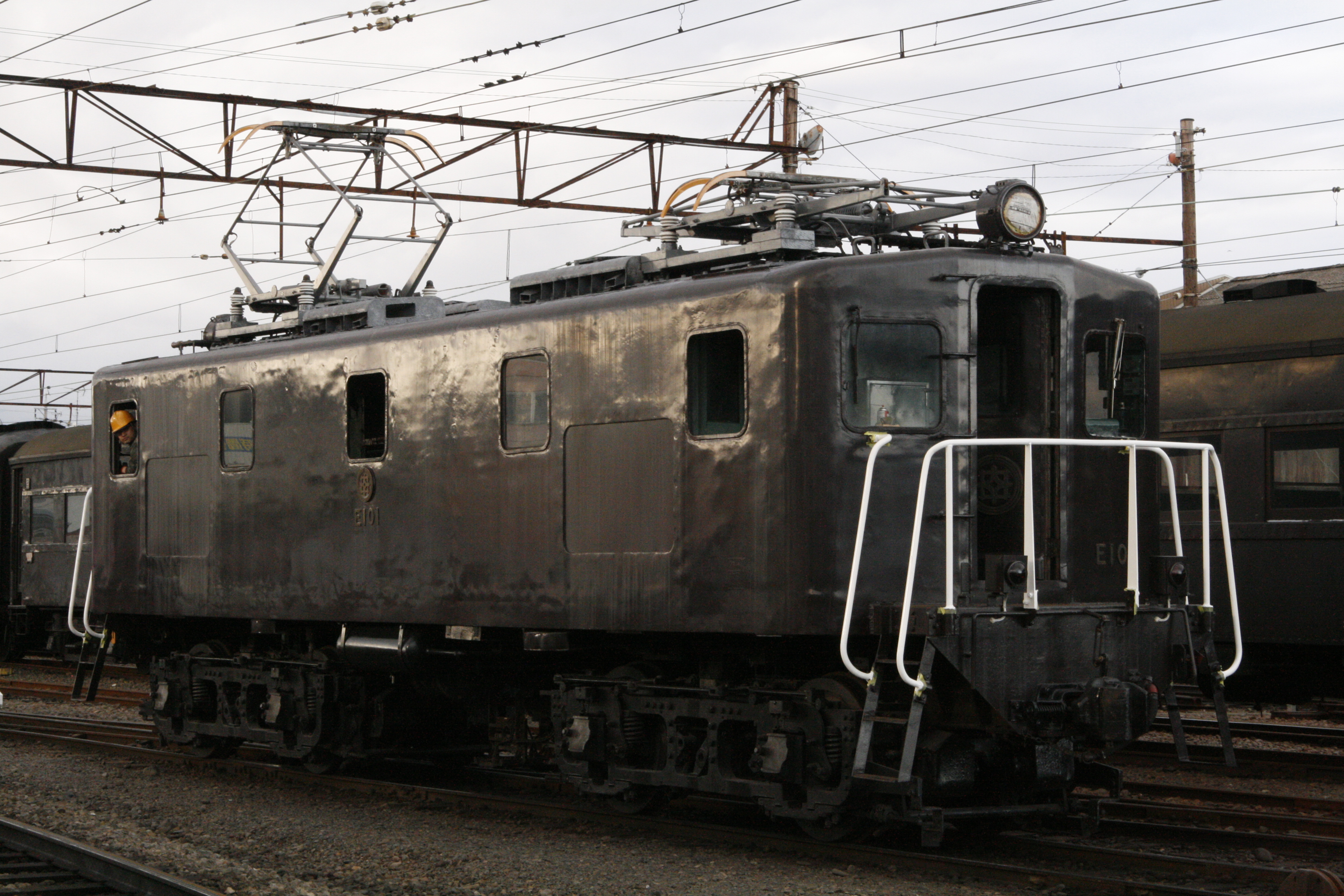
大規模整備を終えて構内試運転に臨むE101。 （2014年2月9日）

## E103
E101・102と製造所が異なるE103は、大井川鉄道の貨物の減少により、1970年（昭和45年）7月6日付で廃車となった。同年9月（7月という説もある）に岳南鉄道（現・岳南電車）へ転出され、同9月22日付でED10形 (ED103) として竣工した。牽引力も同社他機より強いことから、岳南線の主力機として使用された。しかし、岳南鉄道の貨物減少と大井川鉄道のSL急行増発による補機仕業増加で、両社の機関車需要が変化したことから1986年（昭和61年）2月21日付で再度廃車となった。同年3月4日に大井川鉄道へ再入線し、同4月10日付で再度E103として竣工した。またこの際、タイフォンと同じように1エンド側のみパンタグラフがPS13に復元されている。
1999年（平成11年）10月6日のED500形（元いぶき500形）2両の入線によって運用を終了する予定だったが、中部国際空港埋立土砂輸送のため、同形が2両とも2000年（平成12年）5月に三岐鉄道へ転出したため、延期された。2002年（平成14年）12月21日で三岐線での中部国際空港埋立土砂輸送が終了したことにより、翌2003年（平成15年）3月18日にED501が大井川鐵道（2000年〈平成12年〉に会社再編に伴い改名）へ返却されてからも、E103はしばらく運用されていたが、同年6月ごろから休車となった。その後は千頭駅構内に長期間留置されていたが、2014年（平成26年）ごろに新金谷駅構外側線へ移動。2016年（平成28年）6月27日付で廃車となった。